# Kościół św. Jana Chrzciciela w Ciążeniu
Kościół św. Jana Chrzciciela w Ciążeniu kościół parafialny powstały w 1535 roku w stylu gotyckim. W roku 1760 został przebudowany na styl barokowy.
Jest budynkiem jednonawowym, z krótkim prezbiterium zamkniętym wielobocznie oraz dwoma kaplicami tworzącymi transept. Od strony zachodniej przylega do nawy dwukondygnacjowa wieża, rozczłonkowana pilastrami i gzymsami, zwieńczona baniastym hełmem z latarnią. Nawa sklepiona jest kolebkowo, w kaplicach znajdują się sklepienia żaglowe, a prezbiterium - strop. Wyposażenie wnętrza pochodzi głównie z XVIII wieku. Ze starszych zabytków na uwagę zasługują: późnorenesansowy, rzeźbiony tron biskupi z początku XVII w. oraz obraz Adoracji Matki Boskiej Szkaplerznej z pierwszej połowy XVII wieku. 
Wpisany został wraz z dzwonnicą z połowy XIX w. i plebanią z 2 poł. XVIII w do rejestru zabytków KOBiDZ pod numerem 102 w dniu 31 maja 1968 roku.
Parafia mająca siedzibę w kościele św. Jana Chrzciciela należy do dekanatu słupeckiego.